# Georg-August-Universität Göttingen
Georg-August-Universität er et universitet beliggende i Göttingen i Tyskland. Universitetet blev grundlagt i 1734 af Georg II, kurfyrste af Hannover og konge af Storbritannien. Universitetet blev etableret med fire fakulteter og fik hurtigt en ledende position og blev et af de største og mest populære universiteter i Europa efter antal studerende.
I 1738 blev Theatrum Anatomicum bygget, i 1739 blev de botaniske haver anlagt, og i 1751 blev det første stjerneobservatorium åbnet.
Kendte forskere, som har haft virke ved universitetet i Göttingen, inkluderer fysikeren Georg Christoph Lichtenberg, antropologen Johann Friedrich Blumenbach, matematikeren Carl Friedrich Gauss, filosofferne Edmund Husserl og Nicolai Hartmann, og den danske astronom Ejnar Hertzsprung.

## Eksterne links
- Georg-August-Universität

- Wikimedia Commons har flere filer relateret til Georg-August-Universität Göttingen

51°32′02″N 9°56′17″Ø / 51.53397983°N 9.93792°Ø